# 圓明寺
圓明寺（えんみょうじ）は、愛媛県松山市和気町にある真言宗智山派の寺院。須賀山（すがざん）、正智院（しょうちいん）と号す。本尊は阿弥陀如来。四国八十八箇所第五十三番札所。近年は円明寺と表記されることが多い。
- 本尊真言：おん あみりた ていぜい からうん
- ご詠歌：来迎の弥陀の光の圓明寺　照りそふ影は夜な夜なの月
- 納経印：当寺本尊、奥之院十一面観音、四国十三仏霊場勢至菩薩

## 歴史
寺伝によれば天平勝宝元年（749年）聖武天皇の勅願を受けて行基が本尊阿弥陀如来、脇侍に観世音菩薩、勢至菩薩を刻んで開基した。当初は現在地より北西約2.5 kmの和気浜の西山という海岸にあり「海岸山圓明密寺」と称する七堂伽藍を備えた大寺であったという。後に空海（弘法大師）がこの地を巡錫し荒廃した伽藍を整備したという。
鎌倉時代以降に幾度か兵火によって荒廃、元和年間（1615年 – 
1624年）に現在地に移転。寛永10年（1633年）、須賀専斎重久がその私財をもって再興したものという。その功労により寛永13年（1636年）仁和寺の覚深法親王より須賀山の山号を賜り、仁和寺の直末とされる。

## 境内
- 山門（仁王門）
- 中門（楼門）
- 本堂：修復された前立仏・阿弥陀如来坐像と県文化財の脇仏が拝観できる。背後の厨子の中の本尊は絶対秘仏。多聞天と増長天が両脇を固め、右脇陣には阿弥陀観音勢至の三尊仏が祀られ、天井近くには左甚五郎作と云われる龍の彫物がいる。
- 大師堂：大師像は令和6年12月末まで（予定）開帳中。
- 観音堂：観音立像が拝観できる。
- 閻魔大王像祠
- 地蔵菩薩像祠：子育・水子地蔵菩薩立像、青銅仏。
- 文殊石像祠
- 弘法大師石像祠：松山新四国霊場第11番。
- 弁財天祠：石の鳥居の隅にある。
- キリシタン灯ろう：十字架形灯ろう、高さ40 cmマリア観音とおぼしき像が刻まれ隠れキリシタンの信仰に使われたと云われている[5][3]。
- 鐘楼
- 句碑：松根東洋城「鶴飛久や丹頂雲越やぶりつゝ」と、中野三允「麗かやめくら乃眼尓も弥陀の像」が門前左に、峨山「鈴の音能笠共々に霞みけ里」が入って右に、芳野正王「島遍路干潟歩きて近道す」がその左に、芳野井寒「いかにして剪りたる泰山木能花」が大師堂の左に、芳野佛旅「星を掃く寺の銀杏や夜半の霜」が本堂左前のトイレ入口左に、喜和子「朱印帳ひらく蝋梅匂ひけり」が納経所の前にある。

山門を入ると右に弁財天、観音堂、鐘楼があり、左に大師堂がある。参道の中門の先正面に本堂が建ち、その左手に閻魔堂が、右奥に庫裏・納経所がある。大師堂の右に文殊堂、左奥にキリシタン灯籠がある。
- 宿坊：なし
- 駐車場：10台、大型3台。無料。

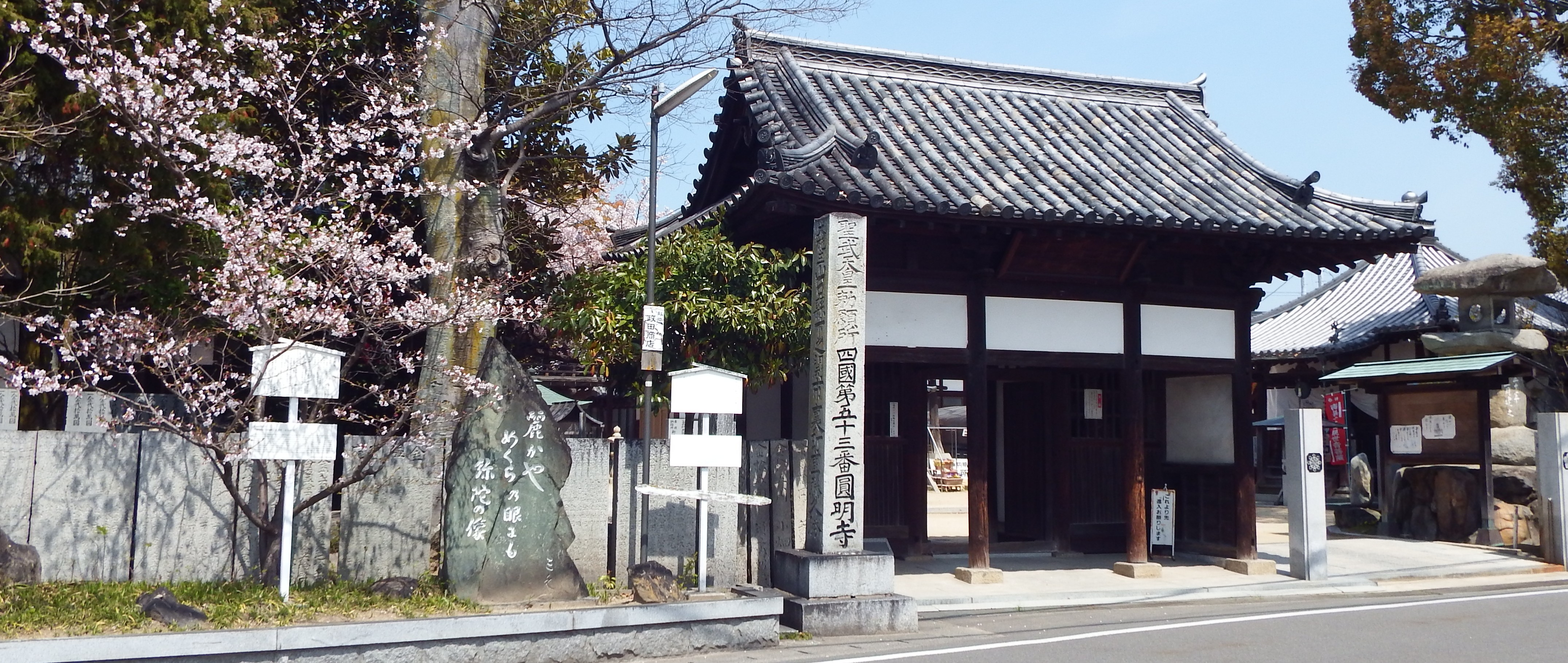
八脚門（仁王門）
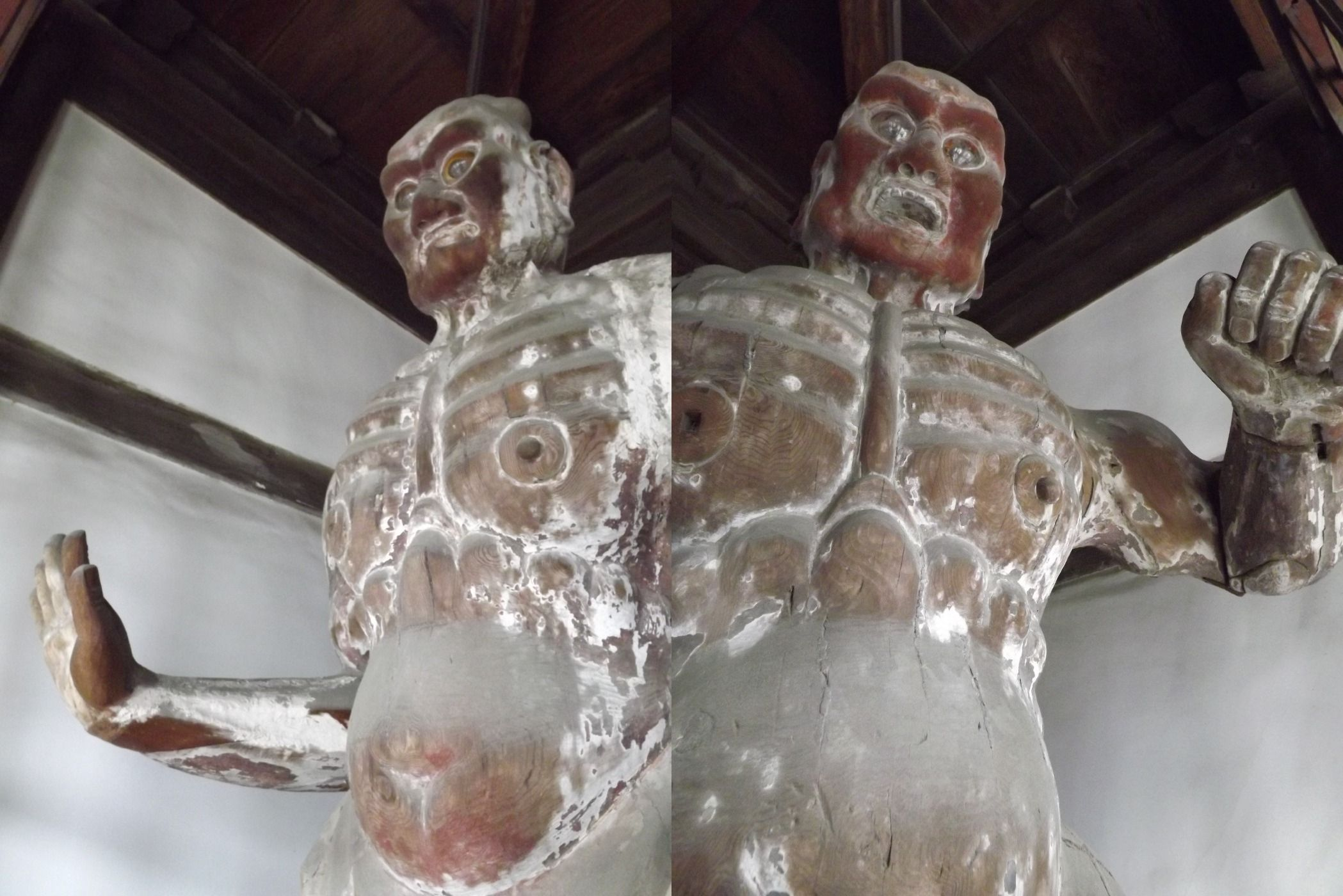
仁王像
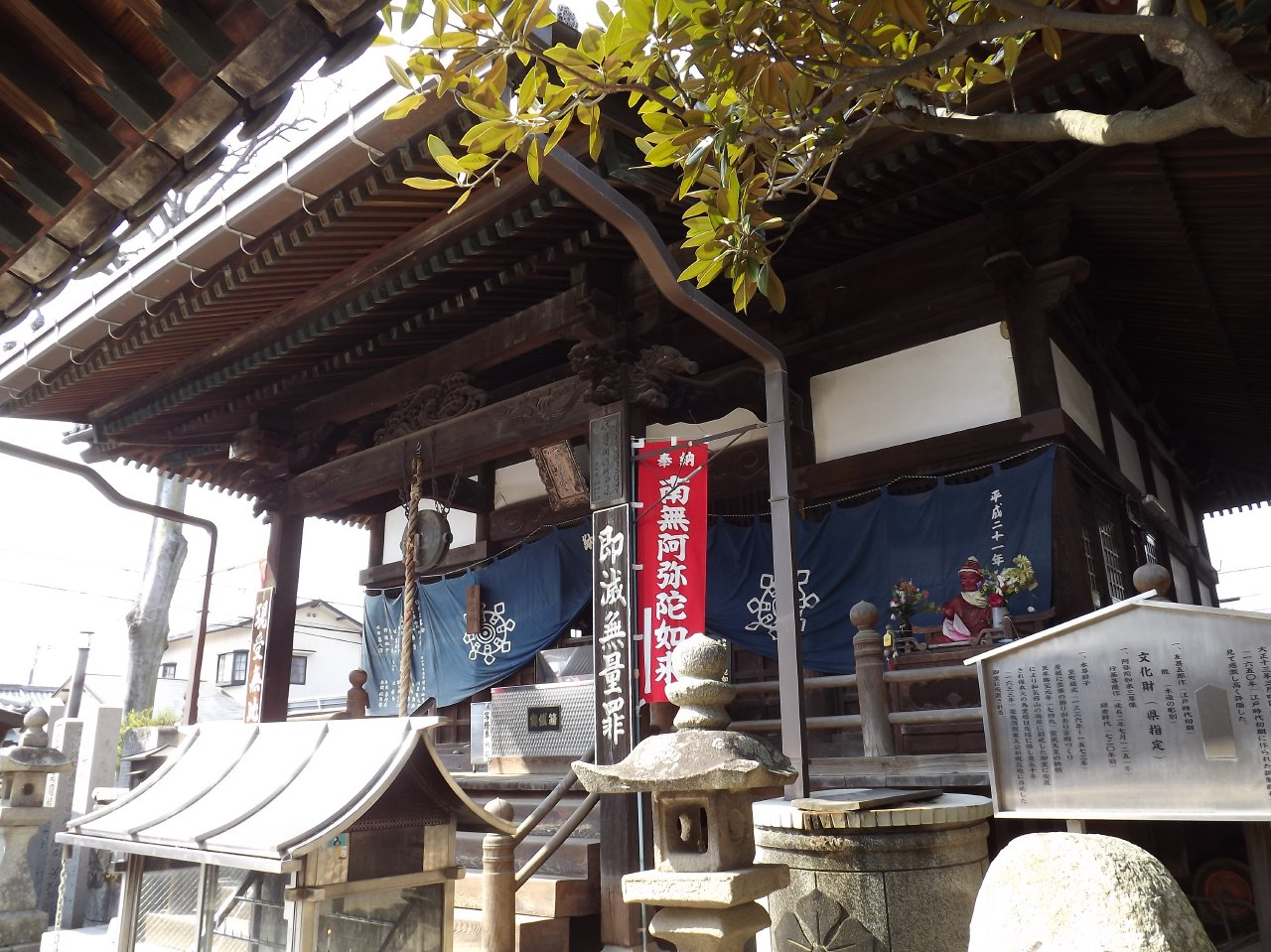
本堂
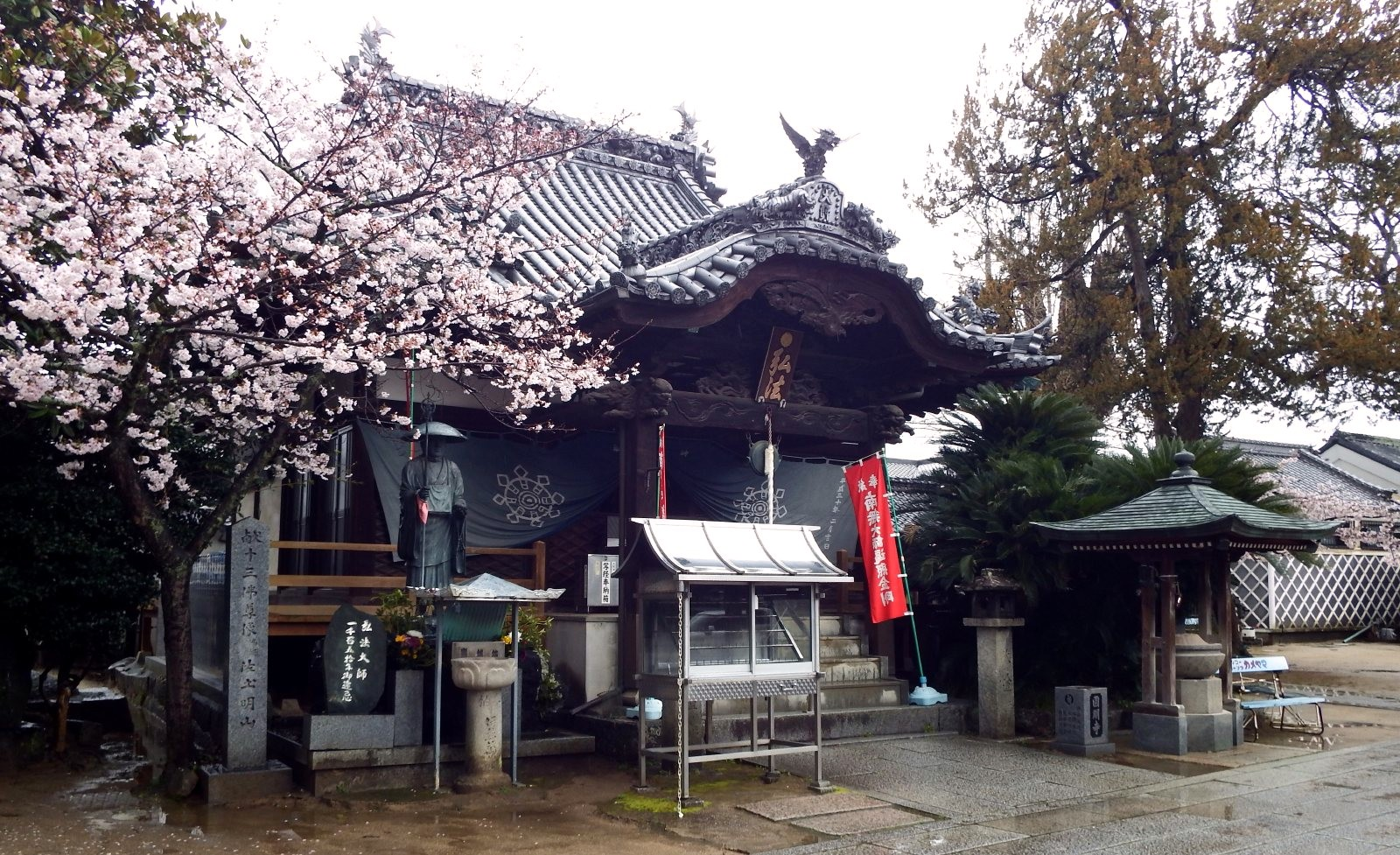
大師堂
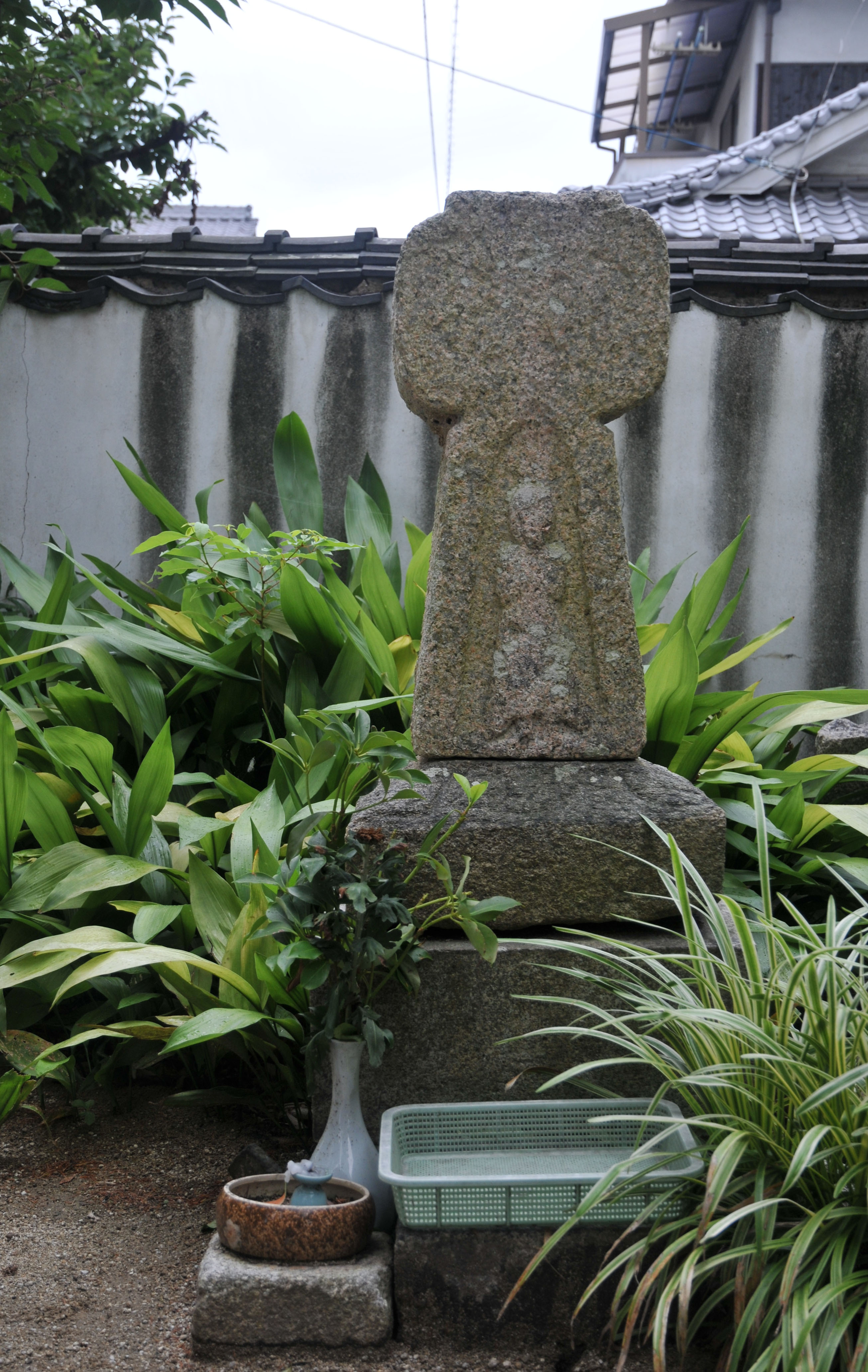
キリシタン灯ろう

## 文化財
国の史跡
- 伊予遍路道 圓明寺境内 - 令和7年6月20日答申。

愛媛県指定有形文化財
- 八脚門：三間一戸、一重、入母屋造、一軒疎垂木、本瓦葺。昭和31年11月3日指定[6]。
- 厨子：一間厨子で、入母屋造、板軒、室町時代作。昭和31年11月3日指定[7]。
- 木造阿弥陀三尊像のうち両脇侍立像：観音菩薩立像60.2 cm、勢至菩薩立像60.6 cm、寄木造、玉眼、1250年頃の作。昭和40年4月2日指定[8]。

松山市指定民俗文化財
- 銅板納札：昭和55年10月20日指定。慶安3年（1650年）の銘がある銅板の納札は四国遍路納札では唯一のものである[9]。四国八十八箇所を巡拝していた米国シカゴ大学のフレデリック・スタール博士[10]によって大正10年（1921年）に世に紹介された[12]ことで、広く知られるようになった。

## 交通案内
鉄道
- 四国旅客鉄道（JR四国） 予讃線 – 伊予和気駅 下車 (0.3 km)

バス
- 伊予鉄バス 運転免許センター行き「和気」下車（門前）

道路
- 一般道：愛媛県道183号辰巳伊予和気停車場線 圓明寺前 (0.1 km)

## 奥の院

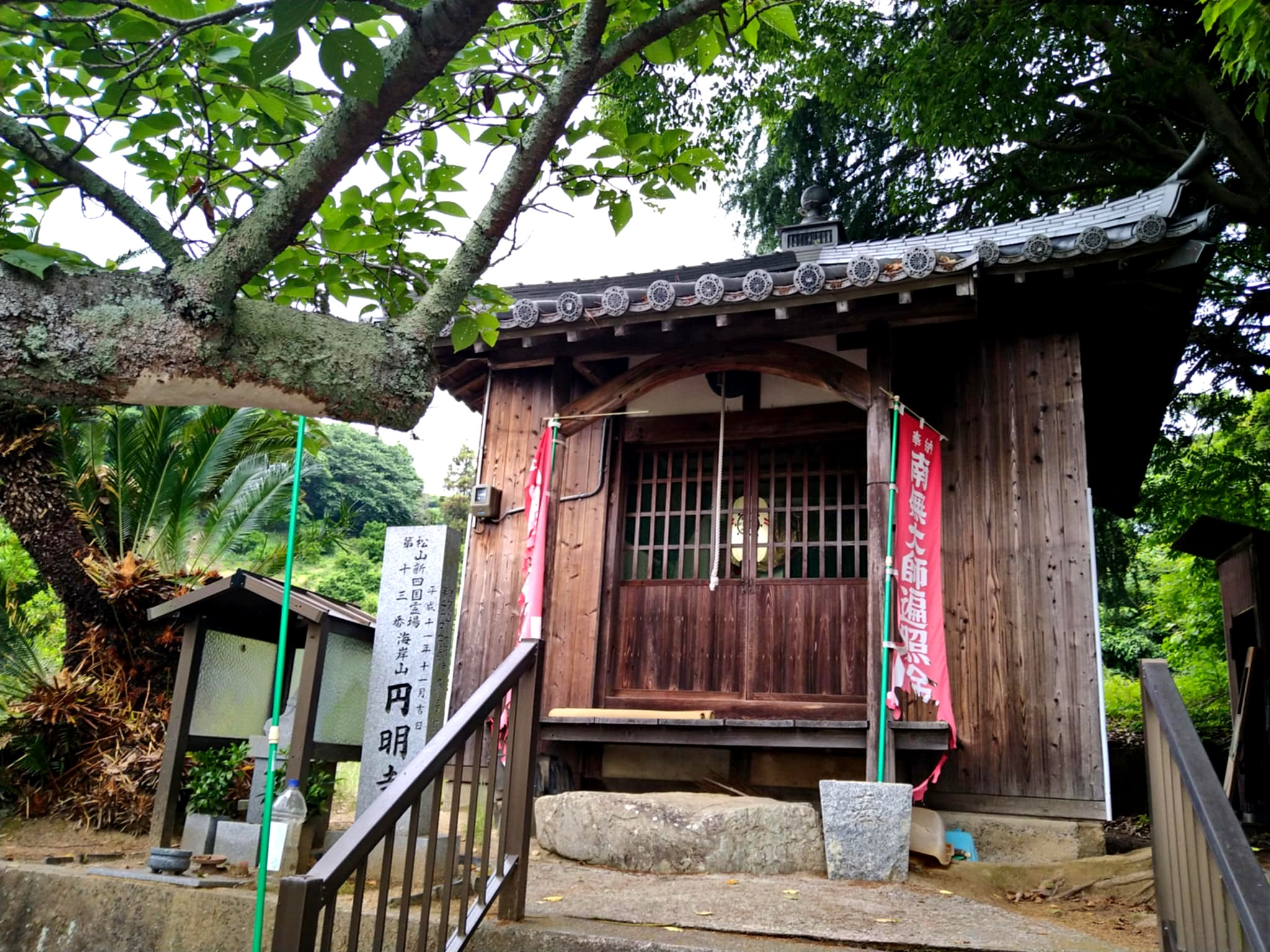
円明寺奥の院
伝承によれば、当初はこの地に海岸山圓明密寺が建立され、天平年間以来、坂浪浜濱にあった絵図によると壮大な伽藍が整備されていたが、戦国時代に戦火に焼失し、元和10年（1624年）現在地に移転再建され、その発祥地の跡に十一面観世音菩薩を祀る小堂が建てられた。中世の14世紀頃に四国霊場が成立したとき、瀬戸内海および四国地方で宮島と並び隆盛していた大山積神社（大山祇神社）も本札所として選ばれ、本式の遍路は、海岸山圓明寺と近見山圓明寺の両方の円明寺を四国側のかがり火（円い明かり）として大三島に渡っていた。
- 札所：松山四国霊場 第十三番札所
- ご詠歌：われ住めば 四海静謐 波静か 種々の願いを かなへ得させむ
- 所在地：愛媛県松山市勝岡町 （観音堂）

運転免許センターを過ぎた山側の車道を約500m入った所にあり２台ほどの駐車スペースが直下にある。

## 周辺の番外霊場

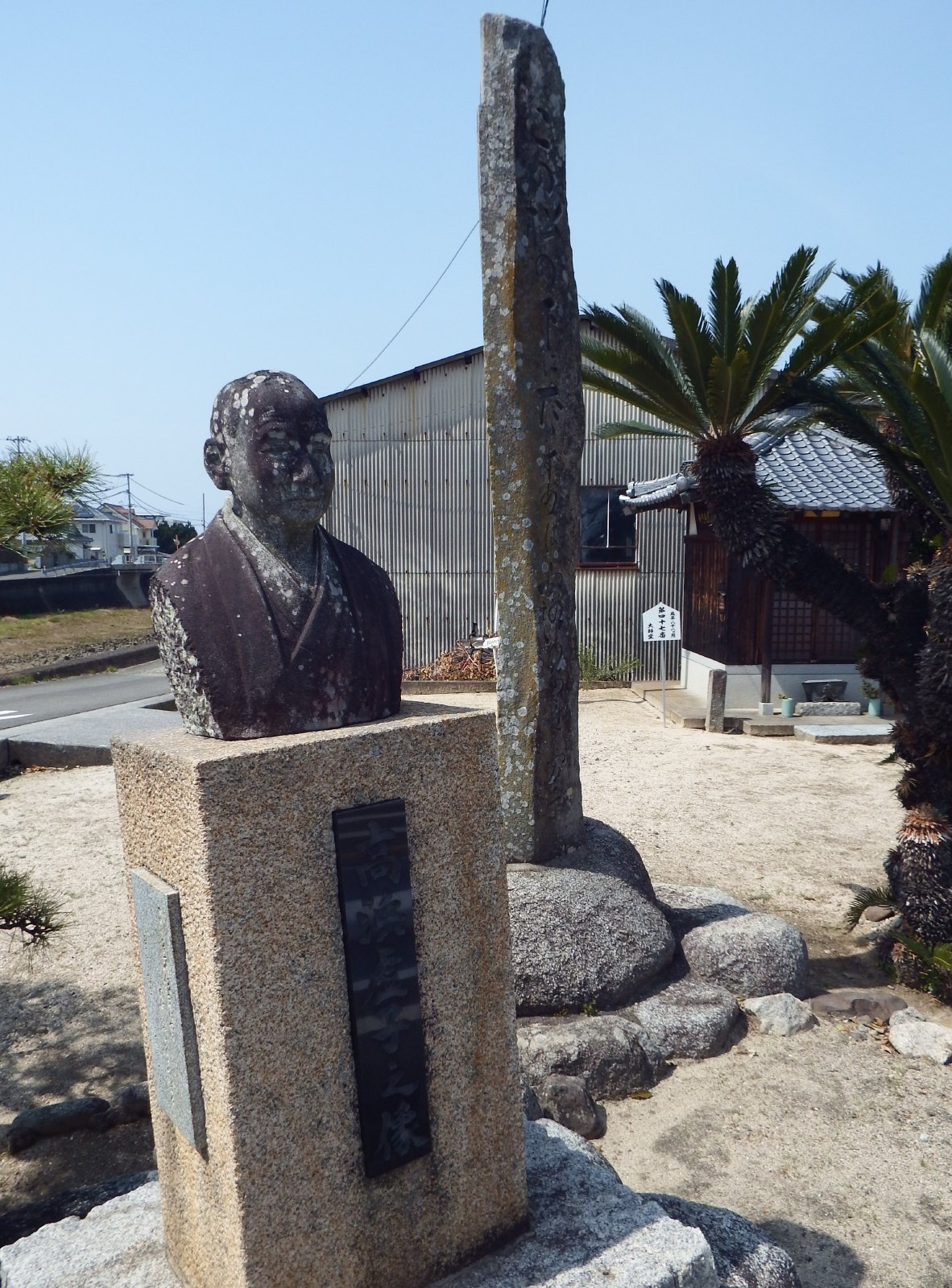
虚子の胸像と句碑

53番圓明寺から54番延命寺の間は高縄半島の海岸沿いを行くが、その間も霊場がある。
西の下大師堂（風早四国第47番）
昭和3年10月に建てられた高浜虚子の最初の句碑「この松の下にたゝすめば露のわれ」に、昭和30年「道野辺に阿波の遍路の墓あわれ」が追刻された。虚子の胸像の基壇左に「こゝに又住まばやと思ふ春の暮」が刻まれている。昭和天皇御手植の虚子の松がある。なお、その阿波から来た遍路人の墓がある。
- 所在地：愛媛県松山市柳原639 （西の下大師堂）

養護院
杖大師と呼ばれる。
- 所在地：愛媛県松山市北条950 （養護院）

鎌大師
人々の疫病の平癒を祈って空海が自らの姿を鎌で彫って授けたといわれる霊跡。
- 所在地：愛媛県松山市下難波1063 （鎌大師）

遍照院
空海が厄除けの修法を行ったとされる霊跡で、厄除け大師として信仰されている。
- 所在地：愛媛県今治市菊間町浜89 （遍照院）

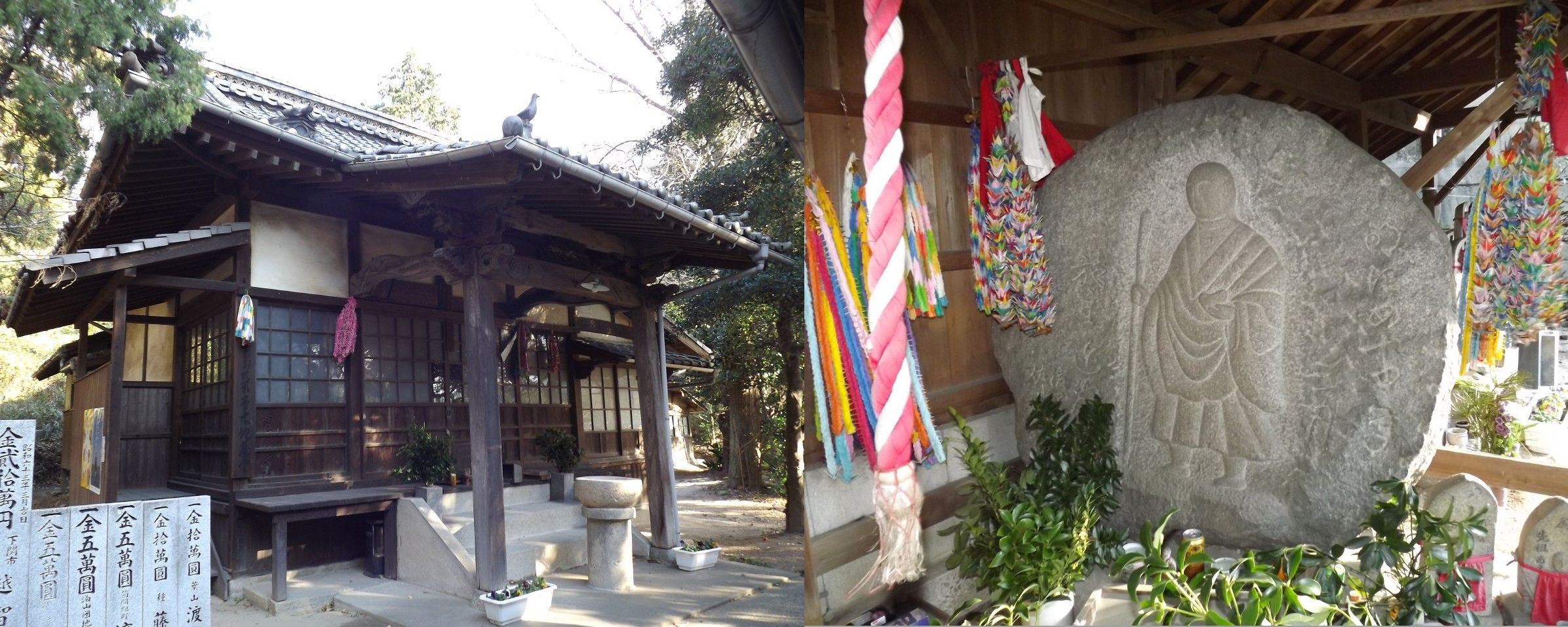
青木地蔵堂と御加持水大師

青木地蔵
遍照山霊泉院。空海が青木の木を植え、杖で掘り当てた加持水が湧いており、腰から下の病に利くと云われている。
- 所在地：愛媛県今治市菊間町種 （青木地蔵）

大山祇神社
明治期以前、本式の遍路は海を渡って大三島に参拝していた。
- 所在地：愛媛県今治市大三島町宮浦3327 （大山祇神社）

東円坊
大山積神の本地仏である大通智勝如来坐像が鎮座している。
- 所在地：愛媛県今治市大三島町宮浦 （東円坊）

近見山頂上（近見山 圓明寺）
標高244mの山頂一帯に54番延命寺の七堂伽藍が甍を連ねて谷々には百坊あったという。戦国時代以降再三戦火に焼かれて境内を移転し、享保12年（1727年）に現在の地に移転した。
- 所在地：愛媛県今治市近見町5丁目 （近見山頂上）

## 前後の札所
四国八十八箇所
52 太山寺 --(2.5 km)--  53 圓明寺 --(34.4 km)-- 54 延命寺